# Stephen Gately
Stephen Patrick David Gately, né le 17 mars 1976 à Dublin et mort le 10 octobre 2009 à Andratx, est un chanteur pop, auteur-compositeur et acteur irlandais.

## Biographie
Il est, avec Ronan Keating, l'un des deux chanteurs de premier plan dans le boys band irlandais Boyzone. Tous les albums studio du groupe no 1 au Royaume-Uni ont été des succès internationaux.
En 2000, son album solo entre dans le Top 10 des albums les plus vendus au Royaume-Uni. Il continue sa carrière artistique pour apparaître dans diverses productions théâtrales, entre autres dans la comédie musicale Joseph and the Amazing Technicolor Dreamcoat, et dans différents programmes de télévision britanniques.
En 2008, il rejoint ses anciens partenaires du groupe Boyzone, reformé pour une grande tournée au Royaume-Uni. La même année le groupe sort Back Again… No Matter What, un best-of de leurs plus grands tubes, et deux nouveaux singles intitulés Love You Anyway et Better. 
Le 10 octobre 2009, Stephen Gately meurt d'un œdème pulmonaire, dû à une faiblesse cardiaque congénitale, alors qu'il est en vacances avec son compagnon dans sa propriété d'Andratx à Majorque. Ses funérailles ont lieu le 17 octobre suivant dans l'église St Lawrence O'Toole à Dublin. Les quatre autres membres du groupe Boyzone sont présents, chantent pendant la cérémonie et portent son cercueil. Il repose au cimetière de Glasnevin de Dublin.
Il révèle son homosexualité en 1999.